# كريستوفر أتكينز
كريستوفر أتكينز (بالإنجليزية: Christopher Atkins)‏ (ولد كريستوفر أتكينز بومان؛ في 21 فبراير 1961) ممثل أمريكي من أصول ألمانية لم يكن لديه اهتمام سابقة أو خبرة في مجال التمثيل، اشتهر بظهوره في دور البطولة مع نجمة بروك شيلدز في فيلم البحيرة الزرقاء عام 1980، و رشح عنه لنيل جائزة غولدن غلوب للنجم الصاعد.

## حياته الشخصية
تزوج أتكينز من لين بارون ويبر من سيدني، أستراليا، في 25 مايو 1985. للزوجين طفلان: سون جرانت بومان وابنته بريتني بومان. انفصل الزوجان في عام 2007.
في مقابلة عام 2009 ، اعترف أتكينز بصراعه الماضي مع إدمان الكحول وذكر أنه كان رصينًا منذ 22 عامًا.

## روابط خارجية
- كريستوفر أتكينز  على فيسبوك.
- كريستوفر أتكينز على موقع IMDb (الإنجليزية)
- كريستوفر أتكينز على موقع ألو سيني (الفرنسية)
- كريستوفر أتكينز على موقع أول موفي (الإنجليزية)
- كريستوفر أتكينز على موقع قاعدة بيانات الأفلام السويدية (السويدية)
- كريستوفر أتكينز على موقع إن إن دي بي (الإنجليزية)
- كريستوفر أتكينز على موقع قاعدة بيانات الفيلم (الإنجليزية)
- كريستوفر أتكينز على موقع كينوبويسك (الروسية)